# 금속공예
금속공예(金屬工藝)는 미적인 금속가공을 의미한다. 다음은 그에 대한 설명이다.

## 기법

### 톱질
- 형태

기본 구조는 톱대와 톱날로 이루어져있음
- 종류

1. 목공용 : 날이 지그재그 형태
2. 금속용 : 수직이 아닌 물결모양으로 여유공간을 만듦
3. 세공용 : 일직선상에 있으며 끌의 형태, 깊이는 60~200mm, 깊이가 좁을수록 안정적이다. 가로대와 세로대에 정착한 나사는 톱날을 팽팽하게 잡아줌
4. 쇠톱 (대부분의 톱): 세공용 톱보다 크고 견고함, 한쪽 또는 양쪽에 톱니가 있음, 주로 바이스에 물리고 작업, 수평톱질에 효율적
5. 띠톱 (나무, 금속 절단용 = scroll saw)
6. 원형톱 (나무 재단): 회전운동이 주 운동, 직선의 긴 절단에 적합함. 절단 깊이 조절가능

### 줄질
- 형태

기하학적으로 일정한 형태, 크기. 형태. 날의 종류. 거칠기에 따라 분류
- 종류

1. 대공줄 : 큰 일감에 사용, 거친 작업의 초기단계, 넓은 면
2. 세공줄 : 세밀한 작업에 사용 (장신구 등)
3. 스위스줄 : 아주 고운 줄, 디테일한 부분
4. 곡줄 : 안쪾으로 오목하게 패인 부분의 작업에 적합, 양쪽으로 줄 눈이 나 있음

- 날의 종류

1. 홑날줄 : 무른 금속, 단단한 종이나 압축재, 왁스 구리, 알루미늄
2. 겹날줄 : 철, 귀금속, 동합금
3. 포크날줄 : 섬유질, 나무, 뿔, 코르크 등

### 땜
- 조건

1. 깨끗한 금속성의 표면
2. 땜 부위의 정확한 온도 (작업온도, 정확한 불꽃)
3. 적절한 땜 (합금 비, 표면상태)
4. 모세관 현상(일감 사이의 간격에 따라 응착력 발생, 일감의 간격은 0.05~0.2mm사이가 적당함)

- 성질

1. 가접
2. 땜의 흐름
3. 일감금속과 융합(접합)/원자교환

- 도구

1. 붕사(플럭스)
2. 땜봉(티타늄재질)
3. 토치: 압축공기 또는 산소와 연소가스를 연결
4. 땜용 숯, 내화벽돌

## 같이 보기
- 금세공인